# Pagnona

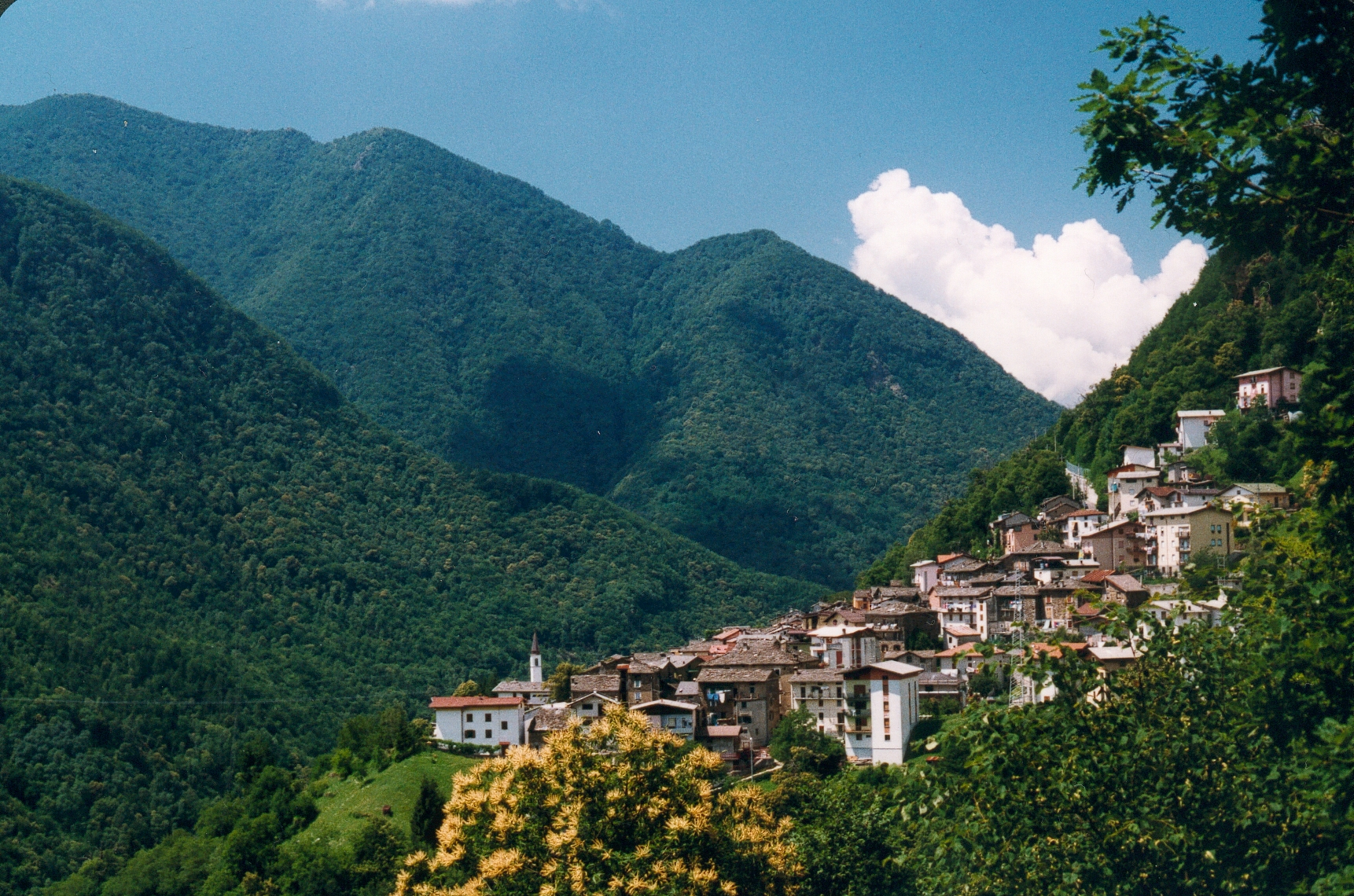
Pagnona

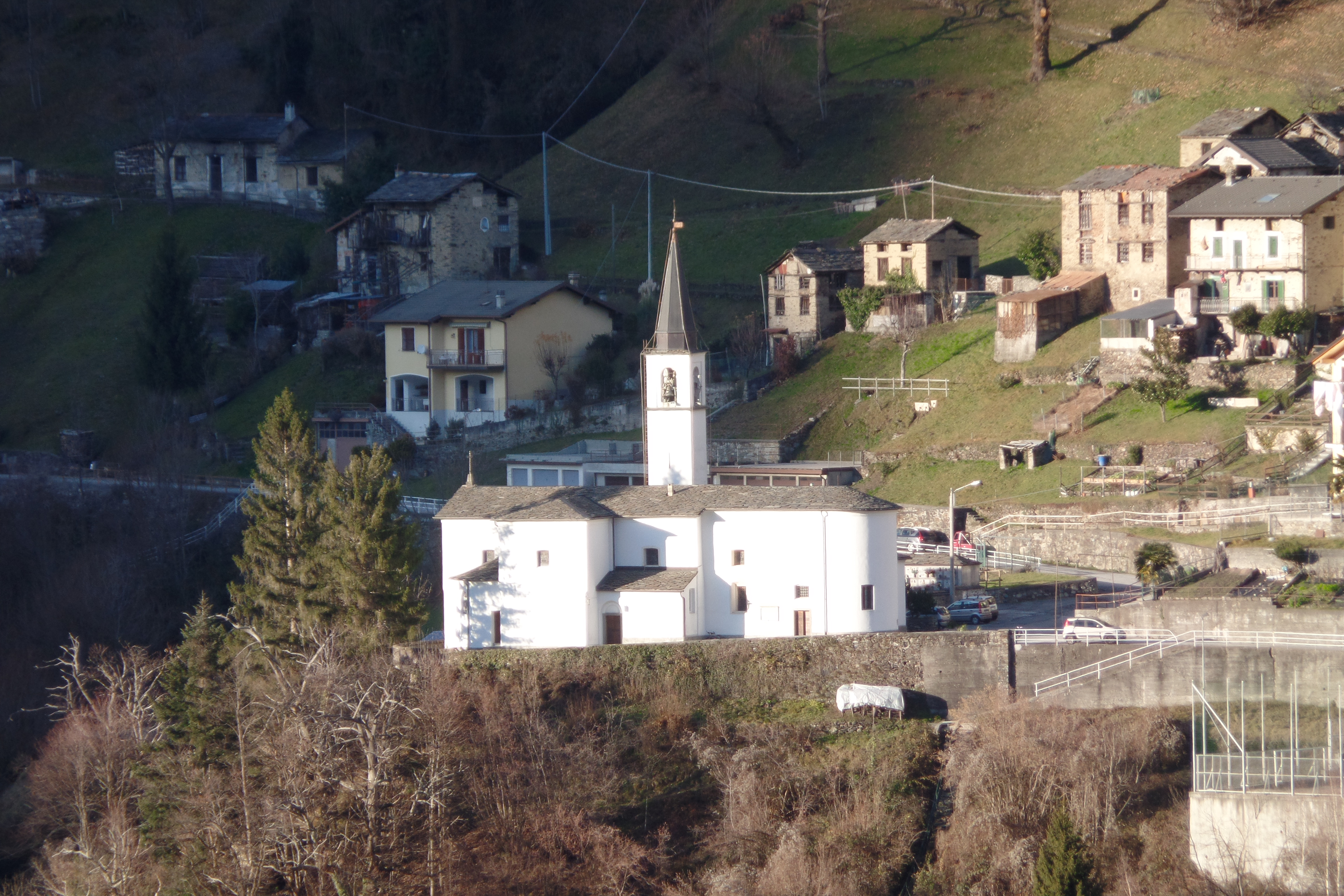
Pfarrkirche Sant’Andrea

Pagnona ist eine Gemeinde in der Provinz Lecco in der italienischen Region Lombardei mit 317 Einwohnern (Stand 31. Dezember 2023).

## Geographie
Pagnona liegt circa 25 km nördlich der Provinzhauptstadt Lecco und 70 km nordöstlich der Millionen-Metropole Mailand. Im Jahr 1971 hatte die Gemeinde Pagnona eine Fläche von 896 Hektar.
Die Nachbargemeinden sind Casargo, Colico, Delebio (SO), Piantedo (SO), Premana und Valvarrone.

## Geschichte
Die Gemeinde Pagnona gehörte schon in der Antike zum Valsassina, als Teil der Chignolo-Gruppe. Im Laufe des Jahres 1415 wurden die Bürgermeister und Prokuratoren der einzelnen Ländereien des Valsassina, darunter auch Pagnona, nach Mailand gerufen, um dem Herzog Filippo Maria Visconti die Treue zu schwören. Im Grundbuch des Herzogtums Mailand von 1558 und den nachfolgenden Aktualisierungen bis zum 17. Jahrhundert wird Pagnona unter den Ländereien des Valsassina aufgeführt. In einem Prospekt aus dem Jahr 1572 (Terre Ducato di Milano, 1572), in dem alle Ländereien des Herzogtums Mailand und andere, die für den Verkauf freigegeben waren, aufgeführt waren, wurde Pagnona unter den infrascritte comuni von Valsassina genannt. Aus den vom Provinzbürgermeister Michel’Angelo Manzone im 18. Jahrhundert gesammelten Gewohnheitsregeln über die Regierung des Valsassina und aus den Antworten auf die 45 Anfragen der königlichen Volkszählungsbehörde im Jahr 1751 geht hervor, dass Pagnona in der Gemeinde Chignolo eine der Gemeinden (oder Gemeinschaften, aber auch einfach als Land oder Ort bezeichnet) war, die der allgemeinen Gemeinde des Valsassina untergeordnet und unterworfen war.
Nach dem vorübergehenden Anschluss der lombardischen Provinzen an das Königreich Sardinien wurde die Gemeinde Pagnona mit 431 Einwohnern, die von einem Rat mit fünfzehn Mitgliedern und einem Rat mit zwei Mitgliedern verwaltet wird, auf der Grundlage der durch das Gesetz vom 23. Oktober 1859 festgelegten territorialen Aufteilung in den Bezirk II von Introbbio, den Bezirk III von Lecco und die Provinz Como aufgenommen. Bei der Gründung des Königreichs Italien im Jahr 1861 hatte die Gemeinde 431 Einwohner (Volkszählung 1861). Nach dem Gemeindegesetz von 1865 wurde die Gemeinde von einem Bürgermeister, einer Junta und einem Rat verwaltet. Im Jahr 1867 wurde die Gemeinde in denselben Bezirk, Kreis und dieselbe Provinz eingegliedert (Verwaltungsbezirk 1867). Im Jahr 1924 wurde die Gemeinde in den Bezirk Lecco der Provinz Como eingegliedert. Nach der Gemeindereform im Jahr 1926 wurde die Gemeinde von einem Podestà verwaltet. Nach der Gemeindereform von 1946 wurde die Gemeinde Pagnona von einem Bürgermeister, einer Junta und einem Gemeinderat verwaltet. 

## Bevölkerungsentwicklung
| Bevölkerungsentwicklung | Bevölkerungsentwicklung | Bevölkerungsentwicklung | Bevölkerungsentwicklung | Bevölkerungsentwicklung | Bevölkerungsentwicklung | Bevölkerungsentwicklung | Bevölkerungsentwicklung | Bevölkerungsentwicklung | Bevölkerungsentwicklung | Bevölkerungsentwicklung | Bevölkerungsentwicklung | Bevölkerungsentwicklung | Bevölkerungsentwicklung |
| ----------------------- | ----------------------- | ----------------------- | ----------------------- | ----------------------- | ----------------------- | ----------------------- | ----------------------- | ----------------------- | ----------------------- | ----------------------- | ----------------------- | ----------------------- | ----------------------- |
| Jahr                    | 1861                    | 1871                    | 1881                    | 1911                    | 1931                    | 1951                    | 1961                    | 1971                    | 1981                    | 1991                    | 2001                    | 2011                    | 2022                    |
| Einwohner               | 431                     | 459                     | 497                     | 550                     | 535                     | 562                     | 571                     | 551                     | 549                     | 492                     | 439                     | 402                     | 326                     |
| Quelle: ISTAT           |                         |                         |                         |                         |                         |                         |                         |                         |                         |                         |                         |                         |                         |

## Feste & Sehenswürdigkeiten
- Kirche Sant’Andrea. Die seit Ende des 15. Jahrhunderts bestehende Pfarrkirche wurde Anfang des 20. Jahrhunderts umgestaltet. Im Laufe der Jahrhunderte wurde die Kirche durch Spenden der ausgewanderten Einwohner von Pagnona verschönert. Die Kirche beherbergt einen Altar mit einer Lederfront (von Giambattista Tagliaferri) und einem Gemälde der Schmerzhaften Muttergottes sowie einen Mantel, der Karl Borromäus gehörte. In der Karlskapelle befindet sich ein Ölgemälde aus dem Jahr 1640, das von Pietro Muttoni im Auftrag der örtlichen Bruderschaft Pio consorzio pagnonese gemalt wurde. Das Hauptmotiv des Gemäldes ist Karl Borromäus, der zwischen dem Täufer und dem Heiligen Ambrosius unter einem wolkenverhangenen Himmel dargestellt ist, aus dem die Madonna mit dem Kind und einige Engel herausschauen.[2] und Fest des Ortspatrons Andreas am 30. November.
- Kapelle der Pestopfer, die mit zahlreichen Fresken ausgestattete Kapelle wurde zum Gedenken an die Opfer der Pandemie von 1630 erbaut, wobei wahrscheinlich eine frühere mittelalterliche Kirche, die dem Heiligen Michael geweiht war, umgebaut wurde.
- Der Stadtplatz wird von einer Reihe von Häusern aus dem 17. Jahrhundert überragt. Die Außenwände vieler Häuser in Pagnona sind mit Fresken verziert.
- Unter den Häusern sticht ein Turm aus dem 14. Jahrhundert hervor.[3]